# Ружаны
Ружа́ны (бел. Ружаны) — городской посёлок в Пружанском районе Брестской области Беларуси. Административный центр Ружанского сельсовета.
Численность населения — 2 642 человек (на 1 января 2025 года).

## География
Размещён в холмистой местности на реке Ружанка, в 140 км от Бреста, в 38 км от железнодорожной станции Ивацевичи, в 45 километрах северо-восточнее Пружан. Расположен на пересечении автодорог Высокое — Пружаны — Ружаны — Слоним Р85 и Ивацевичи — Коссово — Ружаны — Скидель Р44.

## История
Первое письменное упоминание о Ружанах (Ражанах) относится к 1490 году. А уже в 1552 году местечко принадлежало Тышкевичам. После Тышкевичей город перешел к роду Брухальских. В 1598 году Бартош Брухальский продал усадьбы Лососин и Ружаны канцлеру Великого Княжества Литовского Льву Сапеге, который сделал местечко основной своей резиденцией.
Во время Речи Посполитой Ружаны были городом в Слонимском повете Новогрудского воеводства. Со времен разделения Польши и перехода под правление Русского Царства город находился в Слонимском повете Гродненской губернии. Когда Польское правление вернулось в 1920-1939 годах, Ружаны были объявлены городом в Косовском повете Полесского воеводства. Стараниями Сапег 20 июня 1637 года Ружаны получили право на самоуправление. Для заседаний магистрата построили ратушу. Городу был дарован герб: в серебряном поле венок из красных роз, в его центре — фигура святого Казимира (небесного покровителя Великого княжества Литовского) с лилиями и крестом в руках.
В Ружанах существовала довольно крупная еврейская диаспора, составлявшая в разное время от 50 до 70% населявших поселок жителей. С 1662 г. по решению Литовского ваада община Ружан больше не подчинялась общине Брест-Литовска и получила самостоятельный статус.
Почти все еврейское население было ликвидировано в Волковысском гетто в ноябре 1942 года, оставшаяся часть в конце ноября была депортирована в лагерь уничтожения Треблинка. Небольшое число уцелевших евреев после войны через Польшу уехали в Израиль и в другие страны. В 1950-е гг. в Ружанах проживали не более 10 евреев. Согласно данным переписи населения Республики Беларусь в 1998 г., в Ружанах не было зарегистрировано евреев.

## Кровавый навет
В 1657 г. против евреев Ружан был выдвинут кровавый навет. Незадолго до праздника Песах в еврейском квартале был найден труп христианского ребенка. Молва обвинила в убийстве евреев; им грозил погром, но против него решительно выступили владельцы Ружан, графы Сапеги. Поскольку заступничество не остановило волнений, пришлось выдать христианам руководителей общины — Исраэля бен Шалома и Товию бен Иосифа; их казнили на второй день Рош-ха-Шана. Мученики вышли, как будто на прогулку под аккомпанемент флейты, чтобы встретить свою судьбу, и они с радостью приняли решение Небес. Они согласились отказаться от своей жизни в качестве выкупа за людей, чтобы спасти их от угрозы смерти и разрушения. "Брат! Вот какова наша судьба! Наше предназначение прекрасно», — говорил один другому, «потому что наши души назначены для спасения множества людей». С сердцами, полными воли и святого желания, они готовились к святости и чистоте, чтобы их убили, чтобы они могли спасти свою паству, отдав свою жизнь как цену за всех жителей города. Они вознесли руки к Небесам к Богу мстителю за кровь угнетенных, чтобы их кровь была принята как чистая жертва, для защиты несчастного города и чтобы ложные обвинения и наветы более не подходили к его вратам.

Согласно книге «Даат Кедошим». была записана Селиха на пергаменте на иврите и хранится в Бейс-Мидраше в Ружанах:
Пожалуйста, Владыка Мира
Кто действовал долгие годы,
как предупреждение для народов.
И теперь ты спрятал свое лицо, и мы потеряли дар речи и растеряны.
Как велики были неприятности, павшие на меня.
В год когда Моя боль поражает мое сердце
Мои враги вокруг меня восстали
Поставили для меня капкан, ложный навет в уничтожении добрых моих
Есть ли боль, как моя боль?
Они захватили мертвые тела
Сделали разрезы на их плоти и говорили злобно:
Вот, жалкие евреи пьют кровь убиенных, сосут и проливают ее
И удовлетворяют себя с детьми неевреев.
Это злое дело растянулось на три года,
Мы говорили, что у нас была отсрочка
Ибо дни тянулись, и гнев наших врагов успокоился.
И затем был ужас тьмы.
Вот, наши враги судят нас, и зло сожжено злым врагом,
С ним была группа друзей, диких зверей и свиней из леса.
Через три года внезапно пришла буря
Враги собирались вершить суд
Общий сбор прошел за неделю до Рош-ха-Шана
Нечестивые издевались над правосудием.
Они судили искаженным и извращенным судом то, чего никогда не было
В ушах всех, кто его услышит, будет звон.
Злой, злой, бессмысленный
Судить по тому, что он видел, без свидетельств, без бунта и без предательства
Чтобы заставить нас выпить чашу яда,
Пролить невинную, праведную кровь тех, кто не сделал ничего плохого.
Группа грешных завершила свое извращенное суждение.
И сказали наши враги, которые восстали против нас:
Выберите двух евреев, каких считаете нужным.
Они взяли людей, которых выбрали.
В капкан попали два хороших человека,
Мученики Рабби Исраэль и Рабби Товия были отобраны из общины.
Эти люди увидели острый меч.
Их руки были связаны друг с другом в их приятной и любимой жизни.
И они поклялись, что их судьба по жизни будет одинаковой
Они были сильны, крепки их сердца и предлагали жертву с радостным сердцем.
И мы стали в наших глазах, как кузнечики
Как вы, как жертва Бога, мы станем собой.
Мы не будем плакать о наших телах или прикрывать.
В наших глазах не будет страха,
И мы будем жить под крыльями Бога.
Они говорили друг с другом в своем доме лишения свободы
Чтобы укрепить свои сердца, они опоясались.
Подготовили свои души, чтобы умереть в освящении Божественного Имени.
Твои друзья, О Боже, как дороги они.
Ты, дорог моему глазу, уважаем, мой брат, мой друг, мой родной,
Является ли твое сердце таким же, как мое,
Сильное, смелое сердце, как у льва,
Посмотри, есть ли какая-то грусть во мне.
Они сдались, чтобы их убили, и мученики вытащили два шеста ковчега
В пятницу они приготовили бойню, как молодые овцы.
Гнев Божий вышел в ярости и негодовании,
И Бог ревностно относился к злу в год Шламим в День памяти
Горечь смерти вышла на улицы города.
Люди собрались вместе и сказали: «Мы согрешили перед Б-гом, и это его плоды».
Они освятили имя Бога, как Хананаия, Микаэля и Азария,
Ни один из созданных существ никогда не видел такого.
Все сказали капитану: освободи нас от меча,
Чтобы у нас было около часа передышки,
И посвятить его святости и молитве.
Бог освятил тех, кто зовет Его, Бог подготовил жертву.
Уста Цадика будут говорить вместо того, чтобы предлагать тельцов,
Это должно быть дороже, чем драгоценные овцы.
Пойдем в Твои руки, Творец гор,
И не отдавай душу праведных Твоих в руки чужих.
Мученики приняли свою судьбу перед Богом небес.
Нас убивают ради вас, как маленьких детей и коз
Поместите наши слезы в свою колбу.
И защитите наших детей, потомков святых.
Мученик Исраэль был первым, кто протянул ему шею, и он не столкнулся с монстром.
Он с любовью кричал Шема Исраэль Хашем Элокейну со всей своей любовью.
Капитан протянул руку, держащую клинок.
И золотая чаша была разбита
Посмотрите, как воскликнул мученик Товия, когда он был убит: «Счастлив ты»
О, Исраэль, тебе повезло,
Ибо ты преследовал меня, оставив стадо моих друзей
И первыми войдем в свет, и я последую за тобой.
Он также громко кричал
Шема Исраэль, кто защищал меня, как яблоко его глаза.
Он поспешил освятить Божественное Имя и был убит, как первый.
Эти чистые мирные жертвы
Ангелы выкрикивали и кричали
Увы, две оливковые ветви были обрезаны.
И превратились в ничто в мгновение.
Примите, о небеса, и сообщите Живущему на Верху,
О невинной крови цадиков, которые не виновны,
Которая пролилась из-за ложной и лживой клеветы
И мы не знаем причины.
С самого начала навета, наши имущество и наши собственность
Сразу были разграблены нашими врагами, как мусор.
Наши силы исчерпана и наши деньги исчерпаны,
И их состояние так же плохи, как и в начале.
Об этих вещах мы должны взывать и поднять протест.
Молодежь Израиля доведена до дна.
Бог - это Бог мести, o Бог мести.
И верни их в семь раз в лоно.
Дай им полностью то, что они заслуживают,
И воздай им за то, что они сделали в день мести.
Боже, не отвечай нам с пустыми руками.
Отрекся пред нашими глазами за кровь ваших слуг, пролитых, подобно тельцу.
И пусть земля не скроет ее.
В обществе святых и верных вера трепещет, наполненная бесчисленными телами.
Наши замученные друзья Реб Исраэль и Реб Товия вместе, как два близнеца-газели
Они вместе выше среди возвышенных.
Совет велик, и дела могущественны
Помни нас всегда, о могущественный Бог, о могучий деяниями
Достоинство мучеников должно быть для нас прощением и искуплением.
И ускорит наше спасение и искупление,
Послушай нас о Боже Иаков, Селах.
Приблизься к предвидению Твоих провидцев, и пусть дом Иосифа будет пламенем,
И пусть золотой город светит ярко
Восстанови Твой город Сион по Своей воле.
Позови нас, Боже, к Тебе, и мы вернемся.

## Сионистское движение в Ружанах

### Гехалуц
В конце Первой мировой войны появились отголоски призыва Гехалуц молодым людям народа, сформировавших алию и создавших Землю наших Отцов, стали доходить до города. В 1920 году в Ружанах уже была группа Гехалуц, штаб-квартира которой находилась в типографии Иегуда в доме Шейны Питковской по улице Близненской. В этой комнате проходили курсы на иврите и изучение сионизма. Однако дело не дошло до алии, и деятельность сошла на нет.
Реальная глава Гехалуц в Ружанах прошла разные фазы развития. Она впервые образовалась в 1924 году. Молодежь Гашомер Гатзаир в городе завершала движение и чувствовала, что настало время для переформирования. В те дни в Варшаве проходил съезд Керен Кайем  (Еврейский национальный фонд), на котором делегатом от Гашомер Гатзайр был Йосеф Абрамович из Ружан. На этом съезде был поддержан призыв госпожи Бен-Дор о создании местных отделений Гехалуца в местах, где их не было. Йосеф вернулся со съезда и вместе с Лейбелем Зискиндом, Яаком Клетцким, Иегудитом Соколовским и Фрумой Дитковским, основал отделение Гехалуц в Ружанах. Жизнь в Гехалуце была яркой. Живые дебаты и еврейские песни из Страны Израиля усилили стремление их членов к родине и их стремление к действию. Например, был праздник Трумпельдор, который состоялся 11 Адара 1931 года, где говорили Иегошуа Вишнитцер и Бен Порат из хутора Гашхара в Ивацевичах. Это были часы внутреннего пробуждения и восхождения души. Многие из членов Гехалуц затем отправились в Гахшару в Ивацевичах, Янове и Шахария, и актуализировали свои устремления не на словах, а скорее на деле, следуя гахшаре с алией. В то время произошли следующие алии: Зеев Рушкин, Ривка Башин, Бейлка Шипицки, Давид Питковски, Давид Ной Гвурин и — пусть они упокоятся — Наум Альперштейн, благословенной памяти, умерший два года назад, и Шмуэль Рубинович, благословенной памяти, который пал в Рамат-Хаковеш во время Войны за независимость в 1948 году.

### Гашомер Гатзаир
В Ружанах Гашомер Гатзаир был основан Йосефом Абрамовичем, который научился скаутству у братьев Яакова и Элиэзера Шапира, руководителей в Слониме. Юношество Ружан с энтузиазмом восприняло это скаутское движение. Многие вошли в его ряды и выполняли все свои обязанности с любовью и преданностью. В это движение было привнесено большое новшество, поскольку оно являлось проявлением сочетания сионизма и независимой еврейской мысли.
Значение Гашомер Гатзаир в городе была велико. Члены движения  прошли через все уровни обучения от детских до старших. Затем они отправились на гахшару, проникнувшись преданностью национальной идее и истинному сионистскому скаутскому духу. Работа для Еврейского национального фонда, включая сбор ежемесячных пожертвований с помощью синих коробок, была одной из особых задач, которые взял на себя Гашомер Гатзаир.

### Бейтар (молодёжное движение Жаботинского)
В 1928 году в Ружанах была создана организация «Бейтар». Ее значение было не таким сильным, как сионистской организации Гашомер Гатзаир. Ицхак Езерницки (Шамир) был одним из организаторов Бейтара в городе. В ежедневной газете «Момент», номер 245 от 1934 года, глава «Бейтар» в Ружанах пишет кое-что, что рассказывает о городском совете в Ружанах, а также о молодежной организации «Бейтар сионист»: «Здесь состоялось учредительное собрание магистрата (городского совета). В качестве мэра был избран господин П. Крожельский (нееврей), а Авраам Лимон (еврей) был избран вице-мэром. Представителями были отец Спартански и Яков Каплан (еврей). Местный Бейтар готовился вскоре отметить свой шестой год существования. Программа будет включать сбор, парад и т. д.» .
В Ружанах была создана одна из первых в России групп Ховевей Цион, ее представители принимали участие в Катовицком съезде в 1884 г.
К началу XVII столетия Ружаны были зажиточным местечком: насчитывалось свыше 400 дворов, кирпичный и кафельный заводы; Троицкий костел доминиканцев и Петропавловская церковь. В 18-19 вв. Ружаны считались центром еврейской учености. В городе была известная иешива, жили знаменитые раввины; так, в 1855–88 гг. раввином был Мордехай Гимпл Яффе. Ружаны опередили все другие города региона в области общинной активности и благотворительных организаций. 1910 в Ружанах действовала Талмуд-тора, в 1912 – еврейское ссудо-сберегательное товарищество. Больница существовала уже в 1875 году. Как описано в «Halevanon» 1875 (8), она была сожжена вместе с другими зданиями во время большого пожара того года. Однако забота о больных и страждущих не прекращалась в городе, и в 1933 году была создана организация «Линат Цедек», о чем описано в 20-том выпуске «Гамелиц». В 1904(5) начальник пожарной команды Аба Левитан создал организацию еврейской самообороны, не допустившая погромов в Ружанах. В 1905–1907 гг. в Ружанах активизировалась деятельность различных еврейских и русских политических партий (На 9-й конференции Бунда, состоявшейся 8 июня 1912 в Вене, присутствовал делегат из Ружан).  В 1913 евреям принадлежали единственный склад аптечных товаров, 25 лавок (в т. ч. все 5 галантерейных, все 5 мануфактурных, все 5 мучных, единственная табачная).

## Вторая мировая война и Холокост
Вечером 23 июня 1941 года 47-й моторизованный корпус 2-й танковой группы Гудериана оккупировал город. Незначительной части еврейского населения удалось уйти из города. Сразу начался грабеж еврейского населения. В июле 1941 г. на евреев Ружан была наложена контрибуция (10 кг золота и 20 кг серебра). Были введены многочисленные ограничения, в том числе обязательное ношение отличительного знака в виде белой повязки на правом рукаве со словом «Jude». 12 июля 1941 г. оккупационные власти осуществили расстрел 12 человек, представителей еврейской интеллигенции, 14 июля — от 18 до 40-евреев, обвиненных в том, что они коммунисты.
Для контроля исполнения своих приказов среди евреев немцы создали Юденрат, первой обязанностью которого стала регистрация еврейского населения. Осенью 1941 года немцы, реализуя нацистскую программу уничтожения евреев, организовали в Ружанах гетто. По приказу Слонимского гебитскомиссара Кая евреи Ружан в 5-дневный срок были согнаны в район западной части города, пределы которого под страхом смерти узники не имели права покидать. Восточная граница гетто пролегала от дома семейства Тухман до Канала. В этих границах было всего четыре дома. К западу от этой границы гетто включало только подворье большой синагоги. Большинство других еврейских домов были предоставлены неевреям и немцам. На этом крошечном пространстве узенького гетто располагались тысячи евреев города вместе с беженцами. Немцы начали налагать различные карательные штрафы (контрибуции) на евреев города. Они требовали, чтобы евреи дали им кровати, постельные принадлежности, шкафы, одежду, кухонную утварь и посуду. Когда наступила зима, Юденрат получил команду на предоставление хороших, чистых одеял. Участковых полицейских послали, чтобы доставить требуемое, но еврей чтобы избавиться от него, отправил полицейского к своему еврейскому соседу, который был, по-видимому, богаче его. Таким образом, между еврейским полицейским с одной стороны и соседями с другой возникали споры. Вот так, немцы разжигали неприязнь между братьями, и в этих внутренних склоках наблюдалась еще большая деградация.
Туда же была отправлена и часть евреев из близлежащих населенных пунктов таких как Павлово и Константиново, Слоним и Коссово. Гетто не было огорожено и не охранялось, но за выход за указанные границы грозил расстрел. Относительно слабая трудовая дисциплина в сочетании с открытым характером гетто позволяли некоторым узникам обменивать свои вещи на продукты питания, тайком покидать гетто, чтобы запастись продуктами в окрестных деревнях, получить помощь от довоенных знакомых. Одним из условий содержания в гетто было выставление обуви перед порогом дома. В гетто действовал комендантский час — после девяти вечера запрещалось ходить по улицам, за нарушение полагался расстрел. Узников использовали на принудительных тяжелых и изнурительных работах — прокладке шоссейных дорог, рытье траншей, разборе завалов, ремонту зданий.

### Ликвидация гетто
Немецкие подразделения совместно с отрядами белорусской вспомогательной полиции и жандармерией во главе с комендантом Миллером 2 ноября 1942 года окружили гетто, часть евреев была расстреляна еще в Ружанах — 120 человек, и по дороге — те, кто не мог идти, большей частью старики, больные и дети. оставшихся собрали и пешком погнали в Волковысское гетто. Те, кому удалось пройти этот страшный путь, были помещены в бункерах под названием «Ружанские бункеры». Эти бункеры были самыми маленькими, самыми переполненными и худшими из бункеров. Хотя это было время сильных ливней с холодными и морозными в начале зимы ночами, сотни евреев были вынуждены оставаться снаружи под открытым небом, потому что бункеры не могли вместить всех. В земляные бункеры были брошены 20000 человек, в каждом бункере — до 500 человек. Здесь на трехъярусных досчатых настилах каждый человек лежа на одном боку находил место для отдыха и сна.
Евреи жили в духоте и грязи, голоде и жажде, страх смерти был перед их глазами: мужчины и женщины, пожилые и дети, беременные и кормящие женщины, здоровые и больные люди, сильные и слабые, молодежь и дети — все они смешались в водовороте тел, под командованием коменданта лагеря и его солдат. Миг за мигом они ждали горького конца. В этих условиях сотни уже встретили свою смерть в первые же дни. Уровень смертности в бункерах Ружан был особенно значительным. Были дни, когда смертность достигла 20 человек за один день. В этих бункерах также находилось самое большое количество больных людей. Не было воды помыться. Несколько колодцев в лагере едва были достаточны, чтобы успокоить жажду такой массы людей — 20000 человек из Волковыска и других городов. Распространилась грязь.
Первая партия продовольствия — хлеб и картофель — была доставлена только через три дня в повозках. Толпы, сумасшедшие от голода, напали на повозки, чтобы получить несколько картофелин без очереди. Охранники лагеря открыли по ним огонь. Несмотря на то, что в результате люди гибли или были ранены, эти штурмы повторялись и в последующие дни. Ежедневный рацион составлял ¼ килограмма хлеба и тарелку с супом. Не каждый получал даже этот скудный рацион. Также очень сложно было с вопросом обогрева, необходимого для любого тела. Многих избивали, а некоторых даже расстреляли при любой попытке снять доски с ограды. В лагере вспыхнули болезни, а лекарств не было. Естественно, много людей умирали ежедневно. Особенно большой была смертность среди жителей Ружан. Число больных увеличивалось с каждым днем.
В начале ноября 1942 года немцы начали ликвидацию гетто и совершили расстрел около 3500 евреев. Оставшиеся в живых ружанские евреи в конце ноября 1942 года были депортированы в лагерь смерти Треблинка. Итак, погибли почти все 4 000 узников Ружанского гетто. Небольшое число уцелевших евреев после войны через Польшу уехали в Израиль и в другие страны. В 1950-е гг. в Ружанах проживали не более 10 евреев. Согласно данным переписи населения Республики Беларусь в 1998 г., в Ружанах не было зарегистрировано евреев.
В Ружанах стоит памятник на братской могиле евреев и советских военнопленных, в которой покоится 3 000-4 000 человек. В 1965 году был установлен обелиск в память о ружанских евреях, жертвах Катастрофы.
В 1940—1962 годах Ружаны были центром Ружанского района.
С 1962 г. в Ружанах базируется 403 ракетный полк (50-я ракетная армия РВСН). В 1966 году строительство пяти 5-тиэтажных домов было завершено и семьи офицеров полка были полностью расквартированы в Ружанах.

### Нынешнее время
В 2024 году отмечен значительный вклад в повышение благоустроенности в 2023 году территории Ружан.

## Население
Численность населения — 2 642 человек (на 1 января 2025 года). Численность населения — 2 808 человек (2023).
| Численность населения:                                                                          |
| Графики недоступны из-за технических проблем. См. информацию на Фабрикаторе и на mediawiki.org. |

## Культура
В Ружанах расположен Дворцовый комплекс рода Сапег.

## События и мероприятия
- В 2019 году прошёл областной фестиваль "Дажынкi".
- Торжественная процессия с иконой и мощами Св. Казимира от часовни в Ружанский замок (сентябрь 2024). Историческая реконструкция повторила события середины XVII века, когда Львом Сапегой из Вильнюса в Ружаны были доставлены мощи святого Казимира и казна ВКЛ[31].

## Достопримечательности
Самой известной достопримечательностью Ружан является бывшая резиденция рода Сапег. Начало её строительства относится к XVI веку, а в последующие два столетия она неоднократно перестраивалась.
Дворец в Ружанах играл значительную роль в истории не только Великого княжества Литовского, Речи Посполитой, но и соседних государств. Его дважды посещали короли, в нём принимались послы, и именно в нём готовились ставленники на Московский престол. В своё время в погребах дворца хранилась государственная казна Великого княжества Литовского и арсенал.
В результате междоусобных столкновений и войны со шведами замок сильно пострадал, поэтому владельцами было принято решение превратить его в дворцовый ансамбль. Тем более, что своё изначальное оборонительное значение замок к тому времени утратил.
Кроме руин дворца в Ружанах сохранились и другие достопримечательности. Большинство из них сконцентрировано на центральной площади поселка. Здесь находится Троицкий костёл (1617), церковь Святых Петра и Павла (1778) (оба храма построены на средства Сапег), а также жилой корпус бывшего монастыря базилиан (1788). Кроме того, в Ружанах можно увидеть здание синагоги (конец XVIII века), костёл Св. Казимира (1792), часовню Святого Казимира, здание аустерии (вторая половина XVIII века).
Часть маршрута EuroVelo.

## Известные уроженцы
- Кринский Меир (1863—1916) — еврейский учитель и писатель[33]
- Лимон Моше (1891—1941) — член основанного на 17-м Сионистском конгрессе Еврейского агентства. Благодаря его усилиям в Харькове были созданы педагогические курсы под руководством доктора Харно[33]
- Пинес Иехиэль Михал — писатель и религиозно-сионистский деятель (1843—1913)[34]
- Эпштейн Моисей Соломонович (1890—1938) — репрессированный заместитель наркома просвещения РСФСР[4]
- Шерешевский Лейб (1913—1962) — писатель, с 1930 г. в Аргентине, писал на идише, автор книг о еврейской жизни в Аргентине[35]
- Шерешевский Зелиг (1888—1971) — писатель, писал на идише, автор ряда книг и мемуаров[4]
- Шамир Ицхак (1915—2012) — премьер-министр Израиля (1983-84, 86-92)[36]

## Галерея
- Наполеон Орда, усадьба
- Ружанская синагога (2006)
- Дворец Сапегов
- Брама и флигель Дворца
- Костёл Св. Троицы
- Базильянский монастырь